# Winimas
Winimas är ett berg i Mikronesiens federerade stater. Det ligger i kommunen Pwene och delstaten Chuuk, i den västra delen av landet, 700 km väster om huvudstaden Palikir. Toppen på Winimas är 186 meter över havet.